# Publiczny rejestr on-line autentycznych dokumentów tożsamości i dokumentów podróży
Publiczny rejestr on-line autentycznych dokumentów tożsamości i dokumentów podróży – PRADO – internetowa, bezpłatna baza danych, dostępna w 24 językach urzędowych Unii Europejskiej, udostępniająca informacje dotyczące dokumentów tożsamości i dokumentów podróży z państw członkowskich UE, Islandii, Norwegii i Szwajcarii. Zawiera informacje o ważności dokumentów i pozostałych aspektach prawnych oraz ich opisy techniczne. Obsługa PRADO należy do Sekretariatu Generalnego Rady Unii Europejskiej – Dyrekcji Generalnej ds. Wymiaru Sprawiedliwości i Spraw Wewnętrznych (DG D).
Baza danych PRADO jest podzbiorem systemu FADO (ang. False and Authentic Documents Online – Fałszywe i Autentyczne Dokumenty Online) utworzonego na mocy wspólnego działania Rady nr 98/700/WSiSW.